# Звезда на Тийгардън
Звездата на Тийгардън (също наричана SO J025300.5+165258 и 2MASS J02530084+1652532) е звезда в съзвездието Овен. Намира се на 12 светлинни години от Слънчевата система.

## Характеристики и откриване
Първоначално паралаксът на звездата е оценен на 0,43±0,13 ъглови секунди, от което е установено, че тя се намира 7,8 светлинни години от Слънчевата система, или третата най-близка до нас звезда след Алфа Кентавър (4,2 св.г.) и Звездата на Барнард (6 св.г.).  По-късни изследвания обаче посочват, че Звездата на Тийгардън се намира на 12,52 ± 0,13 светлинни години от Слънчевата система,  което я прави 23-тата най-близка до Слънцето звезда. 
Звездата на Тийгардън е звезда от типа червено джудже. Радиусът ѝ се равнява на 1/7 от слънчевия, масата – на 8% от слънчевата, а яркостта – на 1/300 000 от тази на Слънцето.  Звездата е открита почти случайно през септември 2002 г. от НАСА по време на търсене на бели джуджета с голямо собствено движение в определен сектор от небесната сфера.  Звездата на Тийгардън е звездата с най-ниска абсолютна величина (17,5) в близост до Слънчевата система.

## Планетарна система
В орбита около звездата има две земеподобни планети – Тийгардън b и Тийгардън c.

### Данни
| Планета | Маса               | Голяма полуос (АЕ)    | Орбитален период (дни) | Ексцентрицитет | Инклинация | Радиус |
| ------- | ------------------ | --------------------- | ---------------------- | -------------- | ---------- | ------ |
| b       | 1.05+0.13 –0.12 M⊕ | 0.0252+0.0008 –0.0009 | 4.91 ± 0.0014          | 0+0.16 –0      | -          | -      |
| c       | 1.11+0.16 –0.15 M⊕ | 0.0443+0.0014 –0.0015 | 11.409 ± 0.009         | 0+0.16 –0      | -          | -      |